# Савез хокеја на леду Аустралије
Савез хокеја на леду Аустралије, ИХА (енгл. Ice Hockey Australia, IHA) кровна је спортска организација задужена за професионални и аматерски хокеј на леду на подручју Државе Аустралије.
Савез је пуноправни члан Међународне хокејашке федерације (ИИХФ) од 11. фебруара 1938. године.
Седиште Савеза налази се у граду Аделејду у држави Јужна Аустралија.

## Историја
Хокејашки спорт су у Аустралију почетком XX века донели досељеници из Енглеске и Канаде, а прву хокејашку утакмицу у земљи одиграле су екипе енглеских исељеника и канадских маринаца 1903. године. Меч је игран у Аделејду на игралишту од вештачког леда. Године 1906. (12. јула) у Мелбурну је отворена ледена дворана која је у то време била трећа по величини на свету (веће су биле само две дворане у САД). На том терену је одиграна и прва службена утакмица између екипе америчких маринаца са крстарице Ју-Ес-Ес Балтимор и репрезентације државе Викторија (утакмица је завршена нерешеним резултатом 1:1). Нова ледена дворана отворена је у Сиднеју 25. јула 1907. године.
Године 1908. у Мелбурну и Сиднеју су основане прве хокејашке екипе, а већ наредне године одигране су и прве утакмице између екипа Новог Јужног Велса (играчи из Сиднеја) и Викторије (играчи из Мелбурна). 
Хокејашки спорт је брзо стицао велику популарност, а широм земље отварале су се нове ледене дворане и оснивали хокејашки клубови. Главни иницијатори развоја хокеја били су канадски имигранти који су се доселили у Аустралији, а велики број играча који се раније бавио хокејом на трави, травнату подлогу заменио је леденом. 
Током Првог светског рата хокејашки спорт у земљи је готово замро, ледена дворана у Сиднеју је била затворена све до 1920. године. Међудржавна национална такмичења су поново оживела 1921, а исте године одржани су и први међународни контакти са челницима других савеза. Национални савез је реформисан 1923. и кренуло се у интензивније акције са циљем даљег развоја хокејашког спорта, а набављена је нова опрема из Канаде.
До интензивнијег развоја хокеја долази после Другог светског рата, и то је период у ком се нарочито велика пажња посвећује развоју млађих такмичарских категорија и раду са младима.
У оквирима Аустралијске хокејашке федерације на аутономном нивоу делују савези свих аустралијских држава.

## Такмичења
Најважније клупско такмичење у земљи Аустралијска хокејашка лига одржава се под ингеренцијама националног савеза. Лига је полупрофесионалног карактера и у њој се такмичи 8 екипа, а победник плејофа добија трофеј Гудол купа (енгл. Goodall Cup) који се додељује још од 1909. године. Под ингеренцијом Савеза одржава се и такмичење у женској сениорској лиги, те у јуниорским лигама. 
Мушка сениорска селекција је на међународној сцени дебитовала тек 1960. на хокејашком турниру ЗОИ у Скво Валију, а такмичење је завршила као последњепласирана са свих 6 пораза. На светском првенству 1987. године селекција Аустралије је победила изабрани тим Новог Зеланда са чак 58:0 што представља рекордну победу у историји светских првенстава. 
Женска сениорска селекција део је међународне сцене од 2000. године. На међународној сцени такмиче се још и мушке селекције до 18 и до 20 година, те репрезентација у инлајн хокеју. 

## Савез у бројкама
Према подацима ИИХФ из 2013. на подручју под ингеренцијом аустралијског савеза регистровано је укупно 3.658 активних играча, односно 2.591 у сениорској (2.203 мушкараца и 388 жена) и 1.067 у јуниорској конкуренцији. Судијску лиценцу поседовала су 44 арбитра. 
Хокејашку инфраструктуру чини 20 затворених ледених дворана , а највеће ледене дворане су у Сиднеју, Мелбурну и Перту.